# FN-6
Le FN-6, ou Fei Nu-6 (en chinois : « 飞弩 », arbalète volante), est un système de missile sol-air (anti-aérien) portatif guidé par infrarouges de troisième génération.
Développé par la Chine, il est leur missile SAM le plus évolué disponible au marché d'exportation international. Il a également servi de base à l'élaboration de plusieurs variantes, dont les versions HN et FY, et également d'autres modèles adaptés à un emploi sur véhicules, comme les missiles des séries FN et FB.

## Développement
Le FN-6 a fut développé par la CNPMIEC (China National Precision Machinery Import and Export Corporation : Corporation nationale chinoise d'emport et d'export de machinerie de précision).
L'arme fut spécifiquement conçue pour être employée contre des cibles volant à basses ou très basses altitudes. Il fut développé en parallèle au QW-1 Vanguard, un autre missile chinois qui serait une copie du système 9K310 Igla-1 soviétique.
FN-6 (ou Fei Nu-6) est le nom donné au système pour le marché à l'export, son nom d'emploi dans l'APL étant « Hong Ying-6 » (en chinois : « 红缨 », gland rouge),. Le simulateur d'entraînement du FN-6 ne fut pas développé par le concepteur du missile lui-même mais par l'APL, après avoir acheté les missiles. Le concepteur principal du système d'entraînement du FN-6 est Mr. Liu Weixing (刘卫星), et son système permet d'entraîner également les soldats sur les autres systèmes portatifs issus du FN-6.

## Caractéristiques
Conçu spécifiquement pour engager les cibles volant à basse altitude, le FN-6 est système de défense aérien portable (MANPADS) guidé par infrarouges de troisième génération, offrant une portée maximale de 6 km et une altitude maximale d'engagement de 3,5 km.
Il est équipé avec un capteur à infrarouges présentant une importante résistance aux fusées éclairantes (leurres thermiques), au rayonnement du soleil et à la chaleur du sol. Le cône de nez en forme de pyramide contient les quatre éléments constitutifs de ce capteur, tandis que la poignée du lanceur contient la batterie du système et son système de refroidissement. Il est également possible d'y ajouter une antenne IFF et un système de visée optique plus évolué,.
Le missile est doté d'une capacité d'engagement « tous-aspects » avec une probabilité de coup au but au premier tir de près de 70 % (Probability of Kill (Pk) de 0.7). Il peut également engager une cible manœuvrant à des facteurs de charge de près de 4 G.
Alors qu'il peut être équipé d'un équipement de vision nocturne, le FN-6 peut également être équipé d'un système IFF (Identification Ami-Ennemi). Deux de ces systèmes d'identification furent présentés au public, le premier étant d'un aspect similaire à celui du AN/PPX-1 IFF équipant le FIM-92 Stinger, le deuxième étant un système en forme de squelette autour du tube. Quand il est équipé d'un système IFF, le nom du FN-6 change en FY-6, abréviation de Fei Ying (en chinois : « 飞鹰 », aigle volant).

## Versions

### FN-16
Au 7e meeting aérien de Zhuhai, qui se tenait fin 2008, la Chine révéla un nouveau-venu dans la famille de missiles FN, le FN-16.
Ce missile est une évolution du FN-6 précédent, doté d'une capacité d'attaque tous-aspects améliorée et d'une meilleure résistance aux contremesures électroniques. Une autre évolution importante est l'ajout d'un capteur UV, en plus de son capteur infrarouge, dans sa tête-chercheuse, technique déjà employée par la dernière version du Stinger américain. Comme son aîné, le FN-16 peut être associé à des systèmes IFF et, comme pour son aîné, son nom changera de FN-16 en FY-16.

### HN-6
Le HN-6 est un autre développement des FN/FY-6 et FN/FY-16.
Son vrai nom chinois est Hong Ying, signifiant « gland rouge ». Pourtant l'abréviation « HY » donnée par les chinois était déjà prise pour une autre famille de missiles chinoise, les missiles antinavires de la série Silkworm, dont le nom chinois est « Hai Ying » (en chinois : « 海鹰 », aigle marin). Afin d'éviter les confusions, la désignation de ce système changea en « HN-6 », comme ce fut le cas pour le plus ancien HN-5.
Le HN-6 utilise le système de contrôle de tir (Fire Control System - FCS) des précédentes versions, mais un nouveau système, dont la désignation reste inconnue, a aussi été développé par les chinois et présenté dans leur presse spécialisée.
En plus d'améliorer les performances de ses prédécesseurs, le HN-6 intègre un cache de protection qui se fixe sur la tête du missile, ce qui lui offre une protection supplémentaire contre les éléments extérieurs. Il est toutefois dommage de constater, d'après des vidéos montrant des soldats à l'entraînement, que ce cache ne semble pas se retirer automatiquement au moment du tir, mais doit être retiré manuellement par le soldat lui-même. Une autre nouveauté intéressante concerne le fait que ce système inclut désormais une station de tir similaire à celle des systèmes Mistral français : un siège est fixé à un trépied léger, qui peut être replié pour le transport, et l'opérateur est protégé par une vitre blindée.

### FN-6A
Le FN-6A est une version montée sur véhicule du FN-6, révélée pour la première fois au public en 2005.
Basé sur un châssis de Hummer chinois, pesant 4,6 tonnes, et mis en œuvre par une équipe de deux hommes (un conducteur et un opérateur système d'armes) il est équipé d'une tourelle abritant un soldat et encadrée par deux lanceurs quadruples. Le désignateur électro-optique du FCS, constitué de systèmes infrarouge, laser et TV, peut verrouiller une cible éloignée de 10 km et réagir en moins de 5 s. Contrairement à ce qui se fait habituellement, et en raison des restrictions de place disponible, sa place sur le FN-6A est inhabituelle, les capteurs étant littéralement placés sous les lanceurs et le système étant divisé en deux parties, une de chaque côté de la tourelle. Pour une sécurité supplémentaire, une mitrailleuse de calibre 12,7 mm est également de mise.
La conception modulaire de l'engin permet d'ajouter d'autres sous-systèmes facilement, comme l'IFF. Les équipements de communications et de navigation terrestre sont, eux, de série. Une unité de puissance auxiliaire (groupe électrogène) fournit assez de puissance pour permettre au système de fonctionner 8 heures d'affilée sans interruption.
Chaque véhicule est conçu pour combattre indépendamment des autres, mais ils peuvent toutefois être intégrés à un réseau plus vaste en ajoutant un véhicule de commandement, basé lui aussi sur une copie de Humvee. Il apporte sa contribution au groupe, grâce à l'utilisation d'une antenne radar à commande de phase permettant une détection plus efficace, et pouvant diriger 8 véhicules simultanément. Un groupe de 8 véhicules et un de commandement forme une entité antiaérienne entière qui peut être encore intégrée à un réseau plus vaste. D'une autre manière, un véhicule lanceur peut aussi être inclus à un réseau de défense sans nécessairement avoir besoin d'un véhicule de commandement.
Afin de recharger les véhicules lanceurs, un véhicule de soutien est également nécessaire, ce dernier étant lui aussi basé sur une des copies du Humvee, afin de réduire les coûts. Chacun de ces véhicules d'approvisionnement transporte 24 missiles, dont le rechargement par unité ne demande pas plus d'une minute. Similaire au M1097 Avenger, chacun des véhicules lanceurs est conçu pour que les missiles puissent être détachés de leur support et employés à l'épaule par les soldats, comme ils le font avec les lanceurs portatifs classiques. Même si ces missiles sont utilisables contre des avions supersoniques, pour les drones et les missiles la vitesse maximale de la cible à l'engagement est limitée à 300 m/s.

### FB-6A
Le FN-6A ne fut pas réellement produit en grandes séries, et seul un nombre très limité d'exemplaires fut employé dans les Forces armées chinoises (APL), la plupart étant d'ailleurs utilisés pour de l'entraînement. Dans les salons aériens de Zhuhai qui suivirent, le FN-6A fut remplacé par le FB-6A, qui rencontra un succès bien plus important. Le concepteur principal du système FB-6A est Mr. Wei Zhigang (卫志刚), qui est d'ailleurs supposé être le concepteur de son prédécesseur, le FN-6A.
La différence majeure entre le FN6A et son successeur FB-6A est que le système SAM de ce dernier se décompose en deux parties, alors que le premier se contentait d'une seule. En effet, le FB-6A consiste en deux véhicules : le premier transporte l'équipement radar de détection et d'engagement, alors que le second est celui chargé de lancer les missiles,. L'antenne de détection/engagement du FB-6A est de forme plane et peut être repliée en roulant, mais le constructeur lui-même n'a pas révélé s'il s'agissait d'un modèle de conception classique ou d'une antenne réseau à commande de phase. Il reste cependant difficile de savoir lequel est en service dans les forces de l'APL, car le constructeur avait une autre fois affirmé que les deux étaient utilisables, selon les désirs du client.
La plateforme lance-missiles du FB-6A diffère beaucoup de celle de son prédécesseur, la mitrailleuse d'auto-défense de calibre 12,7 mm et le FCS du FN-6A original étant supprimés. Il reste tout-de-même un emplacement pour un opérateur de soutien, dotée d'une vitre blindée. Même si elle ne fait plus partie de l'équipement standard, il peut utiliser la mitrailleuse de calibre 12,7 mm ou toute-autre arme compatible en option. Le nombre total de missiles emportés reste le même que sur l'ancien système, au nombre de huit et disposés dans deux lanceurs quadruples.

### ZBL-09 ADS
Au 9e meeting aérien de Zhuhai, qui se tenait en novembre 2012, la CNPMIEC présente au public une ultime version de son FN-6/16 monté sur véhicule.
Ce système, le ZBL-09 ADS est un système de défense aérienne (ADS : Air Defense System) constitué d'un canon de calibre 30 mm monté en tourelle de type Gatling, accompagné de deux lanceurs à missiles FN-16 de chaque côté, pour un total de quatre missiles. Au lieu d'être monté sur un châssis de Humvee chinoise, comme les systèmes FN-6A et FB-6A, le ZBL-09 ADS est installé sur un châssis 8 x 8 de véhicule ZBL-09, offrant une bien meilleure protection au combat,. Un radar à antenne réseau à commande de phase est monté sur la tourelle et, comme pour le système FB-6A, il peut être replié en mouvement.
Malgré ces améliorations, le ZBL-09 n'est pas entré en service dans l'APL. Seul un tout petit nombre a été commandé pour des fins d'entraînement. Il semble que la raison de cet échec vient du canon de calibre 30 mm, qui est un dérivé du système AK-630 et possède six tubes, alors que les autres systèmes déjà utilisés en Chine à l'heure actuelle sont des modèles à sept tubes, par exemple le type 730 CIWS. Cela causerait d'importants problèmes de logistique et entraverait la marche des opérations de maintenance, tous ces systèmes n'étant pas compatibles entre eux.
Certains militaires chinois considèrent qu'il devrait surtout être vendu à l'exportation, et que pour pouvoir obtenir une commande significative de la part des forces chinoises, il devrait être modifié et être équipé d'un canon à sept tubes. À ce jour, aucune nouvelle d'un futur développement n'a filtré des bureaux du fabricant.

## Histoire opérationnelle

### Insurrection syrienne
Le FN-6 fait ses débuts au combat (même si des rapports affirment qu'il y eut de nombreux soucis techniques) au-cours de la guerre civile syrienne.
En février 2013, des vidéos font surface, montrant des combattants de l'armée syrienne libre (ASL) avec des FN-6 d'origine inconnue dans la ville de Deir ez-Zor. Le 25 février, un Mi-8 de l'armée de l'air syrienne est abattu par un FN-6 au-dessus de la base aérienne de Menagh, près d'Alep. Un autre hélicoptère (probablement un Mi-8) est descendu le 5 mars.

### Irak
En octobre 2014, il semblerait qu'un Mi-35 puis un Bell 407 de l'armée de terre irakienne, abattus durant la guerre civile irakienne par l'État islamique, l'aient été par cette arme.

### Birmanie
Le 3 janvier 2024, un hélicoptère Mil-8 de la force aérienne birmane est abattu dans l'État kachin par l'Armée pour l'indépendance kachin par un missile. Il est allégué qu'il s'agit d'un FN-6. Le 16 janvier 2024, un avion d'attaque au sol FTC-2000G de la force aérienne birmane est abattu par un FN-6 de l'Armée pour l'indépendance kachin dans l'État Shan, Les deux pilotes sont tués.

## Utilisateurs
Cameroun
 ChineLe FN-6 est en service dans l'APL et dans l'armée de l'air chinoise.
 MalaisieLa CNPMIEC proposa de vendre à la Malaisie des missiles FN-6 pour l'achat de missiles Sol-Air à moyenne-portée KSA-1A. En mai 2004, un protocole d'accord est signé avec la Malaisie pour un transfert de technologies du missile FN-6.
 CambodgeLe 25 juin 2009, la télévision nationale du Cambodge (TVK) montre des soldats cambodgiens équipés de missiles FN-6 et FN-16 déployés le long de la frontière avec la Thaïlande, lors du conflit frontalier entre le Cambodge et la Thaïlande.
 SoudanDes missiles FN-6 ont été vus lors de la parade militaire annuelle du jour d'indépendance de 2007. Ils sont supposés avoir été vendus au Soudan par la Chine,.
 Pakistan 
 PérouUne petite série de missiles FN-6 a été achetée par la marine péruvienne en juillet 2009, pour une somme de 1,1 million de dollars.
 Armée syrienne libre ,
 Bangladesh